# 2025 en hockey sur glace
Cette page présente les éléments de hockey sur glace de l'année 2025, que ce soit d'un point de vue rencontres internationales ou championnats nationaux. Les grandes dates des différentes compétitions sont données ainsi que les décès de personnalités du hockey mondial.

## Autres

### Fins de carrière
- 10 février : Loui Eriksson
- 2 juin : Jesper Fast
- 9 juin : TJ Oshie

### Décès
- 5 janvier : Allister MacNeil.
- 6 janvier : Dwight Foster.
- 19 janvier : Marcel Bonin.
- 20 janvier : Willard Ikola.
- 6 février : Richard Meredith.
- 9 février : Miika Elomo.
- 13 mars : Claude Verret.
- 16 mars : Tomáš Klouček.
- 31 mars : Mark LaForest.
- 7 avril : Greg Millen (en).
- 9 avril : Rejean « Ray » Shero.
- 19 juin : Guido Tenesi.